# Földrajzinév-tár
A földrajzinév-tár helynevek jegyzéke, amely a név típusát, helyzetét meghatározó adatokat vagy egyéb szükséges tájékoztatást is ad.
Egy földrajzi hely egyértelmű definiálásához általában nem elegendő csak a koordináták, vagy csak a név ismerete.
- Ugyanaz a név többféle objektumot is jelölhet egy adott helyen (pl. Margit-sziget, Margitsziget), ezért az azonosításhoz a név mellett szükséges az objektum típusának ismerete is. A magyar földrajzi nevekben ez részben tükröződik az írásmódban is, például Sáros-patak vagy Sárospatak, attól függően, hogy vízrajzi elemre vagy településre vonatkozik.
- Ugyanaz a névalak, ugyanolyan típusú objektumokat jelölve különböző helyeken is megjelenhet (pl. Gyöngyös-patak, Nagy-hegy), ezek a homonimák.

Az egyértelmű meghatározáshoz ezért minimálisan a földrajzi nevet, az objektum típusát és a térbeli vonatkozási helyet is meg kell adni. (A pontos meghatározáshoz emellett a vonatkoztatási időpont ismerete sem hátrány.)

## Rendeltetés
A földrajzinév-tárak létrehozásának célja a földrajzi nevek névalakjainak és leíró adatainak nyilvántartásba vétele, az egységes névhasználat elősegítése érdekében.
A helyes névalakok ismerete és egységes használata korántsem olyan alapvető, mint gondolnánk. A földrajzi neveknek tartalmilag és írásképileg is több névváltozata jelenik meg a mindennapi használatban, és sok ezek közül pontatlan, illetve helyesírási szempontból helytelen. Ezért fontos, hogy legyenek olyan adattárak, amelyben az akadémiailag elfogadott nevek szerepelnek, és széles körben hozzáférhetők. Az emberek többsége a földrajzi nevek helyének és írásmódjának forrásául a térképeket, atlaszokat tekinti mérvadónak (jobb híján). A térképi nevek szakmai forrásai pedig – más térképek mellett – maguk a névtárak, ezért a névtárak készítésében fontos szerepe és felelőssége van a térképészeknek.
A névtárak felhasználási területe lehet minden olyan szakma, amely földrajzi neveket használ:
- térképszerkesztési munkák
- térinformatikai alkalmazások
- természettudományi kutatások: földrajztudomány, biológia, ökológia stb.
- társadalomtudományi kutatások: történelem, néprajz, nyelvészet, irodalom stb.
- oktatás
- sajtó
- idegenforgalom

## Típusok

### Hagyományos földrajzinév-tárak
A hagyományos földrajzinév-tárak az egyes földrajzi nevek elhelyezkedését koordinátapárral, vagy egyéb térbeli vonatkozással (pl. közigazgatási egység nevével), szöveges vagy táblázatos formában adják meg. Emellett tartalmazzák a nevek különféle változatait, az eredetre vonatkozó információkat stb. A hagyományos névtárakhoz nem feltétlenül kapcsolódik a nevek térképi ábrázolása.
A nyomtatott névtárak használata szótárszerűen történik, egyszerű kereséseket tesznek csak lehetővé. Ezen kívül a keresést általában névmutató könnyíti meg, amely az összes névváltozatot tartalmazza. Egyéb attribútumok szerint azonban nem lehet keresést végezni.
Gondot jelent a méretarány kötöttsége, a papírméret korlátozottsága és a kötött példányszám is. Ezen kívül a papírnévtárak közvetlenül nem bővíthetők, frissíthetők.

#### Magyarország Földrajzinév-tára
Magyarország Földrajzinév-tárának (FNT) I. és II. kötetei a 70-es, 80-as években jelentek meg nyomtatásban. Az FNT I. 715 db országos jelentőségű domborzati, vízrajzi és tájnevet tartalmaz. Az FNT II. részletesebb, 19 kötetben, megyénként tartalmazza a földrajzi neveket. Az FNT II. már nem csak térképészeti célokra készült, hanem a hivatalok névhasználatának segítésére is, számukra a rendelet írja elő az FNT neveinek használatát.
A névtárak felépítése egyszerű, abc-rendben tartalmazzák az elsődlegesen megállapított földrajzi neveket. Emellett a nevek egy térképmellékleten kerültek feltüntetésre.
A nevekhez sok kiegészítő információ kapcsolódik leíró adatként, több csoportra bontva:
- általános információk:
  - az objektum típusa
  - mely táj, megye része
  - vizeknél az országok, ahonnan v. ahová érkeznek
- kiegészítő információk:
  - vizeknél a forrástelepülés és a kiemelt név első települése, a befogadó víz neve, a torkolat helye, ill. a határátlépések helyei
  - egyéb objektumoknál magasságadat
- névváltozatok:
  - használatra nem javasolt névváltozatok
  - vizeknél a különböző szakaszokra vonatkozó névváltozatok és nem javasolt nevek
- térbeli elhelyezkedés: a térképmellékletre vonatkozó keresőadat. A térképmelléklet bemutatja a név térképi elhelyezését. (FNT I., 1982)

A felsorolt leíró adatok jellegéből is látszik, hogy a névtár elsősorban térképszerkesztési munkákhoz készült, információkat tartalmaz a nevek pontos vonatkozási helyére is, ezzel a térképi névrajz gondos megtervezéséhez nyújt nagy segítséget.

### Digitális névtárak
A számítógépek korszakában nem sokáig váratott magára a hagyományos névtárak digitális feldolgozása. A digitális névtáraknál általában relációs adatbázis-szerkezetben történik az adattárolás. Ilyen formában a névalakok a táblák rekordjaiként szerepelnek és külön mezőkben számtalan leíró adat kapcsolható hozzájuk.
A digitális adatbázis a papírkorlátok feloldásával bővítette ki a használati lehetőségeket. Az adatbázis-kezelők lehetővé tesznek speciális leválogatásokat, szűréseket. Nemcsak a nevek kereshetők ki (egyesével), mint a nyomtatott változatoknál, hanem névtöredékek is, vagy bármely leíróadat, ill. leíróadat-kombinációk segítségével lehet leválogatásokat végezni, a keresési eredményeket sorba rendezni. Az elemzésekben fontos az idő, mint dimenzió megjelenése, kiszűrhetők a különböző időpontokra, intervallumokra vonatkozó névkészletek, tehát gyakorlatilag megválasztható a névtár érvényességi időpontja.
A digitális formátum lehetővé teszi a névtár folyamatos bővítését, javítását, az egyszerűbb sokszorosítás pedig a széles körű használatot is elősegíti.
A névtárak feladata (és más, neveket is tartalmazó adatbázisokkal való kötelező különbsége) a földrajzi nevek és referencia-adataik tárolása karakterhelyes, nyelvtanilag korrekt, hivatalos stb. formában. Ennek következtében egyik gyakorlati céljuk az, hogy más, statisztikai, igazgatási, gazdasági, idegenforgalmi, történelmi adatbázisok vagy információs rendszerek számára földrajzi névi szegmensek lehessenek.

### Névtárak térinformatikai környezetben
A digitális formátumú földrajzinév-tárak térinformatikai adatbázisnak tekinthetők, mert tartalmaznak a nevekre vonatkozó térbeli adatokat is.
Érdemes lehet azonban eggyel továbblépni, a földrajzinév-tárat térinformatikai környezetben – például ArcGIS-ben – térinformatikai rendszerként is felépíteni. A térinformatikai szoftverek eszköztára a térbeli elemzéseket, lekérdezéseket, a megfelelő színvonalú térképi megjelenítést, illetve a térképi alapú keresést is támogatja, amelyek egy földrajzinév-tár esetében fontos funkciók.
Az adattartalom a leíró adatok szempontjából nem különbözik egy „hagyományos” digitális adatbázistól. A lényegesebb különbség a geometriai adatok gyűjtésében és feldolgozásában van. Egy térinformatikai alapú névtárban ugyanis az egyes névalakokhoz egy-egy geometriai alakzat (pont, vonal vagy poligon) tartozik térképi vonatkozási helyként. Ezen objektumhoz rendeljük hozzá a térbeli adatokat, általában a beszúrási pontjuk, a töréspontjaik vagy a befoglaló téglalap sarokpontjainak koordinátáit. Így a névtárban a nevek térbeli és leíró adatait a neveket „hordozó” objektumok azonosítója kapcsolja össze.
A térinformatikai rendszerként működő földrajzinév-tár tartalmazza a hagyományos névtárak funkcióit (adattárolás, egyszerű keresések, egyszerű megjelenítés). A nem elhanyagolható többletet az összetett lekérdezések, az időbeli vizsgálatok lehetősége, és a különféle elemzések és leválogatások eredményeinek térképi megjelenítése adja. A térkép itt nem csak a grafikus ábrázolás eszköze, hanem részt vehet a nevekkel kapcsolatos jelenségek térbeli elemzésében is. Az információk előállítása a névtár adatain elvégzett térbeli műveleteken (pl. átlapolásokon, övezetképzésen, hálózatelemzésen) alapul.
A legnagyobb ismert névtárak (pl. az Alexandria Digital Library Gazetteer) térinformatikai rendszeren alapulnak.

## A FÖMI által vezetett hivatalos Földrajzinév-tár
A magyarországi hivatalos földrajzi nevek megállapításáról és nyilvántartásáról szóló rendeletek értelmében a Földrajzinév-bizottság és egyéb illetékes intézmények által megállapított neveket a Földmérési és Távérzékelési Intézet (FÖMI) tartja nyilván hivatalos Földrajzinév-tárában, azt folyamatosan vezeti, és nyilvánosságra hozza.